# Overnight Sensation (Kurzfilm)
Overnight Sensation ist ein US-amerikanischer Kurzfilm von 1984 unter der Regie von Jon Bloom, der den Film auch produzierte und für und mit ihm für einen Oscar nominiert war.
Das Drehbuch geht auf W. Somerset Maughams Kurzgeschichte The Colonel’s Lady zurück, wählt aber ein anderes Ende als der Schriftsteller. Der Hausfrau Evie Peregrine, die von Louise Fletcher verkörpert wird, gelingt mit ihrem ersten Roman ein sensationeller Erfolg. Ihrem Mann George (Robert Loggia), einem Modefotografen, fällt es sehr schwer, mit dem sozusagen über Nacht gekommenen Erfolg seiner Frau umzugehen.    

## Inhalt
Eve Peregrine lebt an der Seite ihres Mannes George, eines erfolgreichen Werbe- und Modefotografen, ein mehr oder weniger zufriedenes Dasein als Hausfrau und akzeptiert, dass er der Tonangebende in ihrer Beziehung ist. George ist von sich selbst sehr überzeugt und nimmt die Leidenschaft seiner Frau fürs Schreiben nicht wirklich ernst. Nachdem Evie ihr erstes Buch, einen Roman, unter ihrem Mädchennamen E.K. Hamilton unter dem Titel „Wenn Pyramiden verfallen“ geschrieben und einen Verleger dafür gefunden hat, passiert das Unfassbare. Ihr Roman wird sozusagen über Nacht ein Sensationserfolg und sogar für den American Book Award nominiert. Zudem erhält Evie eine Einladung in die Johnny Carson Show. Alle Aufmerksamkeit richtet sich auf einmal auf Eve, was für George nur schwer zu verkraften ist, galt sie doch zuvor mehr ihm und seiner kreativen Arbeit als Fotograf.
Nachdem George mit Daphne, einem seiner Models, über das Buch gesprochen hat, beginnt er mehr widerwillig damit, es zu lesen und muss immer ein Stück weit mehr erkennen, dass die Handlung, die viele intime Szenen schildert, seinem tatsächlichen Eheleben teils gefährlich nahe kommt, aber auch Passagen enthält, die er im Sprachschatz seiner Frau nicht vermutet hätte und die so klingen, als beruhten sie auf realen Erfahrungen. Im Roman ist eine eher unscheinbare Frau mit einem unaufmerksamen Ehemann verheiratet. Sie wird von einem sehr viel jüngeren Mann verführt und verliebt sich in ihn. Die Leidenschaft, die sie fühlt, wird im Roman detailliert beschrieben. Wie George weiß, geht die öffentliche Meinung inzwischen dahin, dass der Roman autobiografisch und George der schreckliche im Roman geschilderte Ehemann sei.  
Nachdem George sich endlich ein Herz gefasst und Evie mit dem Inhalt ihres Romans konfrontiert hat, erzählt sie ihm, dass die Schilderung im Buch im Wesentlichen wahr sei. Wütend will George daraufhin wissen, wer der jüngere Mann ist, der im Roman bei einem Autounfall ums Leben gekommen ist. Die Antwort seiner Frau verschlägt ihm die Sprache. „Du bist dieser junge Mann, George, der Mann, in den ich mich vor fünfundzwanzig Jahren verliebt habe. Der junge Mann, der mich liebte. Aber jetzt ist er tot.“
George erkennt zwar seine eigene Unzulänglichkeit und verspricht Evie auch, dass er sich ganz bestimmt ändern werde. Evie weiß aber, dass er dieses Versprechen nicht wirklich halten wird, weil er nicht aus seiner Haut kann. Während das Paar sich umarmt, ist dies in ihren Augen ablesbar.

## Produktion

### Dreharbeiten, Veröffentlichung
Die Dreharbeiten zum Film fanden in Los Angeles in Kalifornien statt.
Der Film wurde im Oktober 1984 auf dem Chicago International Film Festival erstmals vorgestellt. Im April 1985 lief er auf dem WorldFest in Houston.

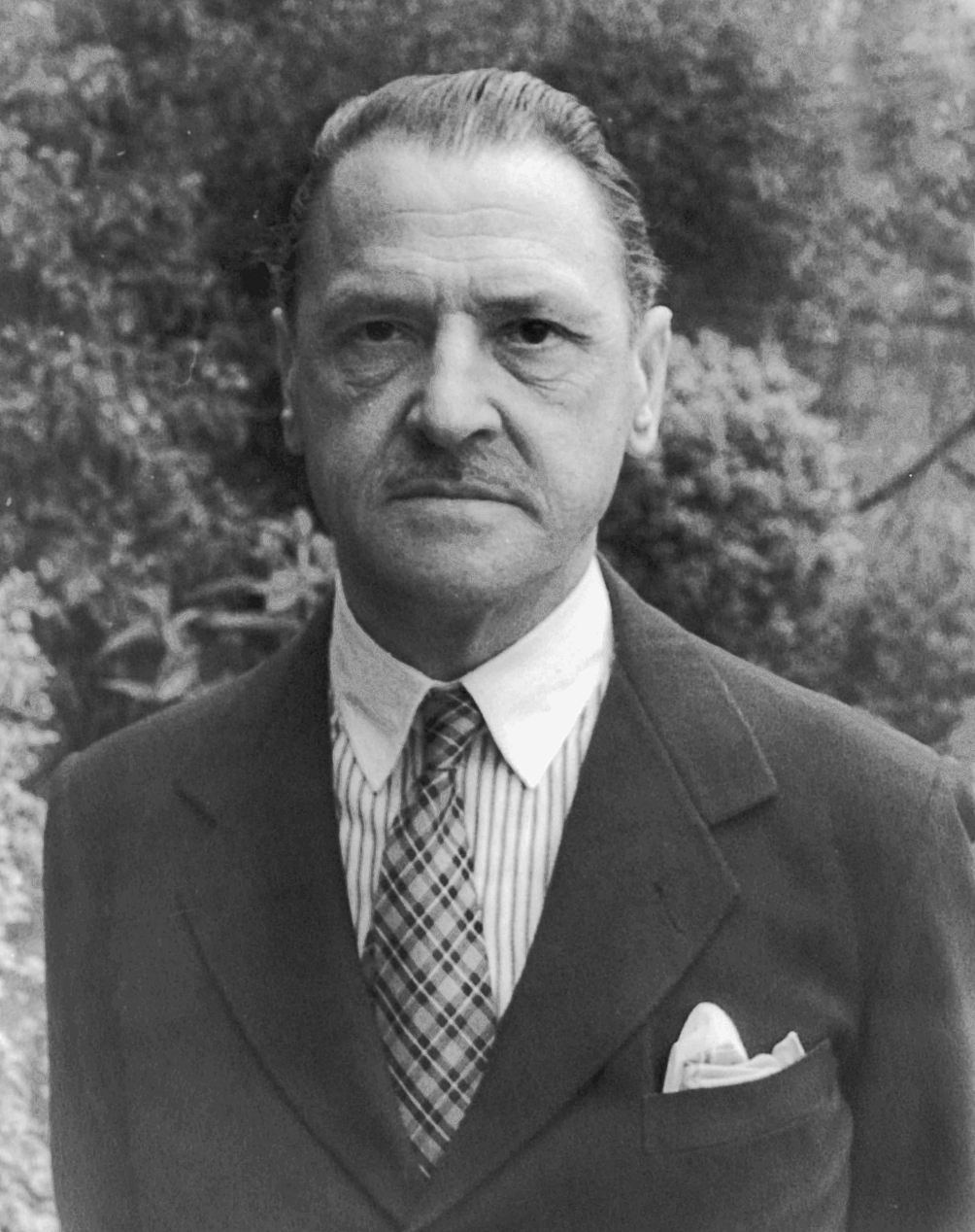
W. Somerset Maugham, Autor der literarischen Vorlage

### Vorlage und Verfilmung von 1948
William Somerset Maughans Geschichte wurde 1947 erstmals veröffentlicht. Dort ist George ein etwas steifer und langweiliger Oberst der britischen Armee und Evie seine angeblich süße kleine Frau. In dem Anthologiefilm Quartett von 1948, der sich unmittelbar an die Vorlage hielt, wurde seine Geschichte mit dem deutschen Titel Die Frau des Colonels von Maughan selbst vorgestellt. Ken Annakin führte Regie in dieser vierten Episode, Cecil Parker war als Colonel George Peregrine besetzt und Nora Swinburne als dessen Ehefrau Evie Peregrine.

## Rezeption

### Kritik
Auf der Seite Noirish, einer umfassenden Enzyklopädie des Film noir von John Grant, wurde die Leistung von Jon N. Bloom als Regisseur und von Craig Buck, dem Drehbuchautor, gelobt, ebenso wie die von Shari Belafonte-Harper in der Rolle von Georges Model Daphne, deren Intelligenz sogar George hinter der Fassade ihrer Schönheit erkenne. Zu genießen seien auch die Kurzauftritte von Parley Baer als Georges Anwalt Harry und vor allem der von Eric Poppick als New Yorker Review-of-Books-Kritiker Henry Dashwood. Letzterer habe einige Dialoge erhalten, die er in perfekter Tonhöhe abliefere. Jeder Schriftsteller werde ein Echo mit Evies Situation erkennen können und jeder ehrliche Ehemann werde ein wenig von sich selbst in George wiederfinden. Overnight Sensation sei eine Komödie, aber eine mit einer ziemlich starken Untermauerung, die zu einer Selbstprüfung zwinge. James Glennons Kameraführung sei von der Art, die sowohl unauffällig als auch, wenn man es sich genau überlege, wunderbar aufmerksam sei. Die Bewunderung für das Drehbuch und den Film sei fast grenzenlos.

### Auszeichnung
Oscarverleihung 1984
- Oscarnominierung für Jon N. Bloom in der Kategorie „Bester Kurzfilm“